# Worshipful Company of Skinners
La Worshipful Company of Skinners en français : « Vénérable compagnie des Pelletiers », aussi appelée Skinners' Company, est une des « vénérables compagnies » de la cité de Londres. 
À l'origine, au Moyen Âge, les pelletiers londoniens forment une corporation s'occupant du commerce des fourrures. De nos jours, cette ancienne corporation agit comme une association caritative. Elle soutient notamment le travail du lord-maire de Londres, de la corporation de la Cité et des shérifs de Londres. 
Leur devise est en anglais « To God Only Be All Glory. »